# 弗朗茨·舍勒
弗朗茨·舍勒（德語：Franz Schelle，1929年6月17日—2017年1月23日），德国男子雪车运动员。他曾代表西德参加国际雪车联合会世界锦标赛，获得一枚金牌、二枚银牌和二枚铜牌。他也曾参加1956年和1964年冬季奥运会。